# فرناندو رييرا
فرناندو رييرا (Fernando Riera) (مواليد 27 يونيو 1920) هو لاعب كرة قدم. يلعب مع منتخب تشيلي لكرة القدم. سبق له أن لعب في كأس العالم لكرة القدم مع منتخب بلاده.

## وصلات خارجية
- فرناندو رييرا على موقع الاتحاد الدولي (مؤرشف)  (الإنجليزية)
- فرناندو رييرا على موقع قاعدة بيانات كرة القدم.إي يو (الإنجليزية)
- فرناندو رييرا على موقع ناشيونال فوتبول تيمز (الإنجليزية)
- فرناندو رييرا على موقع عالم كرة القدم.نت (الإنجليزية)